# Vrijeme promjena
Vrijeme promjena (eng. Coming of Age) je osamnaesta epizoda prve sezone američke znanstveno-fantastične serije Zvjezdane staze: Nova generacija. 

## Radnja
Dok je Enterprise bio u orbiti planeta Relva VII, Wesley se teleportira na površinu planeta kako bi položio zahtjevne ispite za ulazak na Akademiju Zvjezdane Flote.

Na Enterpriseu, Picarda i njegovu posadu posjeti kapetan korvete Dexter Remmick, a kako bi ispitao Picardovu zapovjedne sposobnosti. Navedenu je naredbu izdao kapetanov stari prijatelj, admiral Gregory Quinn. Iako ni Picard ni njegova posada ne shvaćaju razloge za istragu, oni surađuju s Remmickom.
Nešto kasnije, mladić imenom Jake Kurland, razočaran jer nije primljen na Akademiju Zvjezdane flote, ukrade šatl i dade se u bijeg. Otkrivši kako je šatl u kvaru, Jake počne paničariti i još više ugrozi vlastiti život. Srećom, Picard ostane priseban i uspije pomoći mladiću da se sigurno vrati na brod. U međuvremenu, Remmick s velikim zanimanjem promatra čitav događaj.

Nakon iscrpnog proučavanja Picardovih postignuća, Remmick otkrije Quinnu da njie uspio naći nikakvih mana u kapetanovom zapovijedanju. Quinn tada obavijesti Picarda da se dokazao sposoban da dobije prestižno mjesto zapovjednika Akademije Zvjezdane flote i admiralski čin. Quinn mu otkrije kako postoje dokazi da veliki broj časnika Flote kuje nekakvu vrstu urote. Stoga su mu potrebni časni ljudi poput Picarda, kako bi spriječili urotnike u njihovu naumu.
Iako izuzetno inteligentan, Wesley se ne uspije upisati na Akademiju. Iako razočaran, ponovno se razveseli nakon ohrabrujućeg razgovora s Picardom, koji također odluči ostati na Enterpriseu, odbivši Quinnovu ponudu.

## Vanjske poveznice
- Vrijeme promjena na startrek.com   Arhivirana inačica izvorne stranice od 9. srpnja 2009. (Wayback Machine)